# Естадио Местая
„Естадио Местая“ (на испански: Estadio de Mestalla) е осмият по големина стадион в Испания (капацитет 49 430 места), като той се намира във Валенсия и е домът на едноименния клуб. Известен е със своите стръмни трибуни, благодарение на които се създава една от най-нагнетяващите напрежението атмосфери в света, когато Прилепите имат мач тук.

## История на стадион „Местая“
На 20 май 1923 година, естадио Местая е открит с приятелска среща между Валенсия и Леванте, като Прилепите казват „сбогом“ на първия им дом, Алгирос, нанасяйки се на новото съоръжение. Още преди да се включи в Примера Дивисион, Валенсия се доказва като стабилен тим в регионалните дивизии и седемнадесетте хиляди места се оказват малко за привържениците на клуба, което налага първите реконструкции през 1927 година. В резултат на тях, стадионът се сдобива с 25000 места. Гражданската война в Испания обаче се оказва разрушителна за Местая и съоръжението е в окаяно състояние след нейното приключване.
По време на войната, стадионът е бил използван за концентрационен лагер и за склад, като в крайна сметка остава само основната конструкция, а трибуните са били силно разрушени. След като Естадио Местая е бил възстановен, тимът на Валенсия печели първия си трофей – Купата на Краля през 1941 година. През 40-те години, тимът доминира в Испания, като печели три шампионски титли и 2 купи, с легендарните си „електрически нападатели“ Епи, Амадео, Мундо, Асенси и Гилермо Горостиза. През тези години, спортните успехи помогнаха и за набирането на средства за пълното възстановяване на стадиона.

### Новата ера
През 50-те години, Естадио Местая претърпява най-големите промени в дотогавашната си история, като в резултат на тях, капацитет нараства до 45000 места. Радостта на ръководство, футболисти и фенове обаче е кратка, тъй като стадионът е опустошен от наводнение, след като река Турия излиза от коритото си през 1957 година. Ремонтът е направен за 2 години, като са добавени някой подобрения, като осветлението, позволяващо провеждане на срещи и в тъмната част на денонощието.
На 15 септември 1961 година, за пръв път се провежда среща с международен противник – Валенсия среща Нотингам Форест. Това дава началото на „Златната ера“ на Прилепите, които печелят Купата на панаирните градове през 1962 и 1963 година.

### Промяна на името на стадиона
От 1969 година, изразът Anem a Mestalla (Да отидем на Местая), който привържениците толкова много са използвали, почти изпада в забвение. Причината за това е промяната на името на съоръжението е, че ръководството иска да отдаде почит на най-значимия си президент Луис Казанова Гинер. Промяната е факт за над четвърт век, като самият Гинер през 1994 година заявява, че оказаната му чест вече е достатъчна и е време стадионът да си върне оригиналното име Местая.
През 70-те години, Алфредо Ди Стефано застава начело на Валенсия, като под негово ръководство тима печели печели веднъж титлата в Испания и веднъж завършва на второ място, като в същото време на два пъти губи финала за Купа на Испания с минимален резултат. Освен това, Прилепите за пръв път играят в КЕШ и Купа на УЕФА. Това е епохата, в която всеки мач на стадион Луис Казанова. По това време, Марио Кемпес е най-добрият футболист в света и той играе именно с екипа на Валенсия. С Матадора в състава, тимът печели Купа на Краля, Купа на носителите на купи и Суперкупата на Европа в няколко последователни години. Именно последният трофей е спечелен на Местая, който стадион е домакин на финала, а съперник е познатият Нотингам Форест.

### Новият Местая
На 10 ноември 2006 година, проектът за новото съоръжение бе показан пред публиката. Гости на събитието са и няколко от бившите играчи на Валенсия, като например Субисарета, Тендийо, Роберто, Кларамунт, Саура и Гинер.
Новото съоръжение ще бъде едно от най-добрите в света, като капацитета му ще нарасне до 75000 места. Това не е всичко... Авангардните дизайнерски решения ще осигурят изключителен комфорт за феновете, като трибуните ще са на 3 нива. От всяко едно място ще се разкрива перфектна видимост към терена, а акустиката ще бъде като в концертна зала, за да се създава още по-внушителна обстановка. Освен това, седалките ще са по-широки, за да бъде удобно на зрителите.
Местая ще разполага с много други подобрения, включително няколко кино салона, боулинг зала, музей на славата на Валенсия и други. Освен това, климатичната система на целия стадион и на затворените помещения ще бъде такава, че ще има възможност за поддържане на оптимална температура и влажност на въздуха. Така през лятото ще бъде прохладно, а през зимата няма да се усеща толкова студа.
Естадио Местая ще бъде вече изцяло покрит, като покривът ще е от синьо стъкло, което ще позволява достатъчно добро осветяване на терена, а в същото време ще изглежда добре, чисто визуално.